# Coilodera arnaudi
Coilodera arnaudi är en skalbaggsart som beskrevs av Jakl och Krajcik 2004. Coilodera arnaudi ingår i släktet Coilodera och familjen Cetoniidae. Inga underarter finns listade i Catalogue of Life.